# Momondo.com
Momondo.com er en gratis, global rejsesøgemaskine, der gør det muligt for brugere i hele verden at finde og sammenligne priser på fly, hotel, billeje og pakkerejser. momondo sælger ikke noget, men giver en oversigt over tilgængelige priser og sender brugeren videre til udbyderen, hvor selve bookingen gennemføres.
Udover at være en rejsesøgemaskine tilbyder momondo også inspiration og rejsetips på bloggen, Inspiration

## Historie
Momondo blev grundlagt i Danmark i 2006 og har hovedkontor i København. I 2016 havde selskabet over 200 ansatte fordelt på over 40 nationaliteter. Momondo blev lanceret i september 2006 udelukkende som flysøgemaskine. I oktober 2007 blev Momondo relanceret og udvidet med rejsebloggen, Inspiration. I 2009 lancerede firmaet en række city guides, som senere blev til city guide-appen, Momondo places. Siden har momondo ekspanderet yderligere til også at tilbyde prissammenligning på hoteller, billeje og pakkerejser.
I april 2011 blev Momondo og moderselskabet, Skygate, købt af den britisk-amerikanske rejsesøgemaskine Cheapflights Media Ltd (nu Momondo Group Ltd). momondo fortsætter med at operere som et uafhængigt datterselskab.
I 2014 solgte Momondo Group aktiemajoriteten til den amerikanske kapitalfond, Great Hill Partners.
I maj 2016 blev det rapporteret, at Momondo Group havde en omsætning på $30 millioner i første kvartal, hvoraf momondo tegnede sig for 60% af omsætningen.

## Priser
I 2010 udråbte Travel + Leisure momondo til at være den bedste rejseside til at finde de bedste tilbud.
Frommer's tildelte Momondo førstepladsen på rejseguidens liste "De 10 bedste flybilletsøgesider".
Ved Travolution Awards i 2014 og 2015 modtog Momondo prisen for Bedste Metasøgeside.
Momondo er også blevet omtalt i internationale medier. I artiklen "Top Travel Websites For Planning Your Next Adventure" bragt i Forbes, blev momondo udråbt til at være "en af de bedste rejsesider til at finde rejsetilbud med en af de mest intuitive metasøgemaskiner", og The New York Times har fremhævet momondo for sidens evne til at "finde kombinationer af fly som du ikke finder andre steder".